# Rasagilina
Mesilato de rasagilina (Azilect, TVP-1012, N-propargyl-1(R)-aminoindano) é um inibidor irreversível da monoamina oxidase-B utilizado como uma monoterapia para tratar sintomas em fases iniciais da doença de Parkinson ou como tratamento coadjuvante em casos mais avançados.
A forma racêmica da substância foi descoberta por Aspro Nicholas no começo de 1979. Moussa B.H. Youdim a identificou como uma substância potencial para o tratamento da doença de Parkinson e trabalhando com colaboradores do Technion – Israel Institute of Technology em Israel e a empresa farmacêutica Teva Pharmaceutical, identificou o isômero R como a forma ativa da substância. A Teva lançou a forma racêmica da substância em parceria com a Lundbeck na Europa e com a Eisai nos Estados Unidos. Foi aprovada na Europa em 2005, nos Estados Unidos em 2006 e no Brasil em 2015. 

## Uso Medicinal
O mesilato de rasagilina é utilizado para tratar sintomas da doença de Parkinson tomado sozinho ou em combinação com outras substâncias.  O mesilato de rasagilina tem eficácia estabelecida no controle de sintomas motores em todas as fases da Doença de Parkinson tanto em terapia única como em associação com outros medicamentos, evidenciada por estudos clínicos.
O mesilato de rasagilina foi testado em mulheres grávidas e está classificado na categoria C de risco na gravidez.

## Efeitos Colaterais
Segundo informações constantes em bula:
As reações adversas listadas abaixo são classificadas de acordo com a Classe de Sistema Orgânico, e estão classificadas pela frequência segundo as seguintes convenções: muito comum (≥ 1/10); comum (≥ 1/100, < 1/10); incomum (≥ 1/1.000, < 1/100); rara (≥ 1/10.000, < 1/1.000); muito rara (< 1/10.000); desconhecida (frequência não pôde ser estimada com base dos dados disponíveis).
No programa clínico do mesilato de rasagilina, 1.361 pacientes foram tratados com mesilato de rasagilina por 3.076,4 pacientes / anos. Nos estudos duplo-cego controlado por placebo, 529 pacientes foram tratados com mesilato de rasagilina 1 mg/dia por 212 pacientes / anos e 539 pacientes receberam placebo por 213 pacientes / anos.
Monoterapia
As reações adversas listadas abaixo foram relatadas com maior incidência em estudos controlados por placebo, em pacientes recebendo 1 mg/dia de mesilato de rasagilina (grupo do mesilato de rasagilina n=149, grupo placebo n=151).
Reações adversas com diferença de ao menos 2% em relação ao grupo placebo estão indicadas em itálico. Entre parênteses está a incidência das reações adversas (% de pacientes) com mesilato de rasagilina versus placebo, respectivamente.
Infecções e Infestações
Comum: síndrome gripal (4,7% vs. 0,7%)
Neoplasmas benignos, malignos e inespecíficos (incluindo cistos e pólipos)
Comum: carcinoma de pele (1,3% vs. 0,7%)
Distúrbios do Sangue e Sistema Linfático
Comum: leucopenia (1,3% vs. 0%)
Distúrbios do Sistema Imunológico
Comum: reação alérgica (1,3% vs. 0,7%)
Distúrbios do Metabolismo e Nutricionais
Incomum: diminuição do apetite (0,7% vs. 0%)
Distúrbios Psiquiátricos
Comum: depressão (5,4% vs. 2%), alucinações (1,3% vs. 0,7%)
Distúrbios do Sistema Nervoso
Muito comum: cefaleia (14,1% vs. 11,9%)
Incomum: acidente vascular encefálico (0,7% vs. 0%)
Distúrbios Oculares
Comum: conjuntivite (2,7% vs. 0,7%)
Distúrbios Auditivos e do Labirinto
Comum: vertigem (2,7% vs. 1,3%)
Distúrbios Cardíacos
Comum: angina pectoris (1,3% vs. 0%)
Incomum: infarto do miocárdio (0,7% vs. 0%)
Distúrbios Respiratórios, Torácicos e Mediastinais
Comum: rinite (3,4% vs. 0,7%)
Distúrbios Gastrointestinais
Comum: flatulência (1,3% vs. 0%)
Distúrbios Cutâneos e Subcutâneos
Comum: dermatite (2,0% vs. 0%)
Incomum: rash vesico-bolhoso (0,7% vs. 0%)
Distúrbios Musculoesqueléticos e do Tecido Conectivo
Comum: dor musculoesquelética (6,7% vs. 2,6%), torcicolo (2,7% vs. 0%), artrite (1,3% vs. 0,7%)
Distúrbios Renais e Urinários
Comum: urgência urinária (1,3% vs. 0,7%)
Distúrbios Gerais e no Local de Administração
Comum: pirexia (2,7% vs. 1,3%), indisposição geral (2% vs. 0%)
Outras reações adversas de potencial importância, relatadas por 1% ou mais dos pacientes em tratamento com mesilato de rasagilina como monoterapia, e no mínimo tão frequentes quanto no grupo placebo, incluem: queda, alopecia, impotência, diminuição da libido, alterações em testes da função hepática.
Hipotensão ortostática foi relatada com maior incidência no grupo placebo em relação aos pacientes recebendo mesilato de rasagilina (2,7% vs. 4,6%).
Terapia Adjuvante
As reações adversas listadas abaixo foram relatadas com maior incidência em estudos controlados por placebo, em pacientes recebendo 1 mg/dia de mesilato de rasagilina (grupo mesilato de rasagilina n=380, grupo placebo n=388).
Reações adversas com diferença de ao menos 2% em relação ao grupo placebo estão indicadas em itálico. Em parênteses está a incidência das reações adversas (% de pacientes) com mesilato de rasagilina versus placebo, respectivamente.
Neoplasmas benignos, malignos e inespecíficos
Incomum: melanoma de pele (0,5% vs. 0,3%)
Distúrbios do Metabolismo e Nutricionais
Comum: diminuição do apetite (2,4% vs. 0,8%)
Distúrbios Psiquiátricos
Comum: alucinações (2,9% vs. 2,1%), sonhos anormais (2,1% vs. 0,8%)
Incomum: confusão (0,8% vs. 0,5%)
Distúrbios do Sistema Nervoso
Muito comum: discinesia (10,5% vs. 6,2%)
Comum: distonia (2,4% vs. 0,8%), síndrome do túnel do carpo (1,3% vs. 0%), distúrbio de equilíbrio (1,6% vs. 0,3%)
Incomum: acidente vascular encefálico (0,5% vs. 0,3%)
Distúrbios Cardíacos
Incomum: angina pectoris (0,5% vs. 0%)
Distúrbios Vasculares
Comum: hipotensão ortostática (3,9% vs. 0,8%)
Distúrbios Gastrointestinais
Comum: dor abdominal (4,2% vs. 1,3%), constipação (4,2% vs. 2,1%), náusea e vômitos (8,4% vs. 6,2%), xerostomia (3,4% vs. 1,8%)
Distúrbios Cutâneos e Subcutâneos
Comum: rash cutâneo (1,1% vs. 0,3%)
Distúrbios Musculoesqueléticos e do Tecido Conectivo
Comum: artralgia (2,4% vs. 2,1%), torcicolo (1,3% vs. 0,5%)
Investigações Laboratoriais
Comum: diminuição do peso (4,5% vs. 1,5%)
Injúria, Intoxicação e Complicações
Comum: queda (4,7% vs. 3,4%)
Outras reações adversas de potencial importância, relatadas por 1% ou mais dos pacientes em tratamento com mesilato de rasagilina em terapia adjuvante, e no mínimo tão frequentes quanto no grupo placebo, incluem: sonolência, equimose, diarreia, parestesia, sudorese, gengivite, hemorragia, hérnia e miastenia. A Doença de Parkinson está associada a sintomas de alucinação e confusão. Na experiência pós-comercialização estes sintomas também foram observados em pacientes tratados com o mesilato de rasagilina.
Reações adversas graves podem ocorrer com o uso concomitante de antidepressivos ISRS, ISRSN, tricíclicos ou tetracíclicos com inibidores da MAO (vide Seção 6. Interações medicamentosas) .
No período pós-comercialização, casos de síndrome serotoninérgica associada à agitação, confusão, rigidez, pirexia e mioclonia foram relatados por pacientes tratados com antidepressivos ISRS concomitantemente ao mesilato de rasagilina.
No período pós-comercialização, casos de hipertensão arterial, incluindo raros casos de crise hipertensiva, associados com a ingestão de quantidade desconhecida de alimentos ricos em tiramina foram relatados por pacientes em tratamento com mesilato de rasagilina(vide seção 6. Interações medicamentosas).
No período pós-comercialização, foi relatado um caso de hipertensão arterial em paciente utilizando colírio vasoconstritor contendo cloridrato de tetrahidrozolina concomitante ao tratamento com mesilato de rasagilina.
Transtorno do Controle dos Impulsos
O jogo patológico, aumento da libido, hipersexualidade, gasto ou compra compulsivo e compulsão alimentar pode ocorrer em pacientes tratados com agonistas dopaminérgicos e/ou tratamentos dopaminérgicos. Um padrão semelhante de transtorno de controle dos impulsos foi relatado no período pós-comercialização do mesilato de rasagilina, que também incluiu compulsão, pensamentos obsessivos e comportamento impulsivo.
Atenção: esta substancia é nova no Brasil e, embora as pesquisas tenham indicado eficácia e segurança aceitáveis, mesmo que indicado e utilizado corretamente, podem ocorrer eventos imprevisíveis ou desconhecidos. Nesse caso, notifique os eventos adversos pelo Sistema de Notificações em Vigilância Sanitária - NOTIVISA, disponível em www.anvisa.gov.br/hotsite/notivisa/index.htm, ou para a Vigilância Sanitária Estadual ou Municipal.

## Interações
Existem interações conhecidas entre inibidores da MAO não seletivos e outros medicamentos.
- Inibidores da MAO: mesilato de rasagilina, não deve ser administrado com outros inibidores da MAO (incluindo medicamentos e produtos naturais, tal como a Erva de São João), devido ao risco de inibição não seletiva da MAO que pode acarretar crise hipertensiva.
- Petidina: Foram relatados eventos adversos graves no uso concomitante de petidina e inibidores da MAO, incluindo inibidores seletivos da MAO-B. A administração concomitante do mesilato de rasagilina e petidina é contraindicada.
O início do tratamento com inibidores da MAO ou petidina pode ser iniciado com intervalo mínimo de 14 dias após a descontinuação do tratamento com mesilato de rasagilina.
- Simpatomiméticos: Foram relatados eventos adversos no uso concomitante de inibidores da MAO e medicamentos simpatomiméticos. Portanto, considerando a atividade inibitória da MAO do mesilato de rasagilina, a administração concomitante com simpatomiméticos, tais como os presentes em descongestionantes nasais e orais ou medicamentos para tratamento sintomático da gripe, contendo efedrina ou pseudoefedrina, não é recomendado.
No período pós-comercialização, foi relatado um caso de hipertensão arterial em paciente utilizando colírio vasoconstritor contendo cloridrato de tetrahidrozolina concomitante ao tratamento com o mesilato de rasagilina.
- Dextrometorfano: Foram relatados eventos adversos no uso concomitante de dextrometorfano e inibidores não seletivos da MAO. Portanto, considerando a atividade inibitória da MAO do mesilato de rasagilina, o uso concomitante com dextrometorfano não é recomendado.
- Fluoxetina e Fluvoxamina: O uso concomitante do mesilato de rasagilina e fluoxetina não foi permitido em estudos clínicos devido à meia-vida farmacodinâmica do mesilato de rasagilina e a longa meia-vida farmacocinética da fluoxetina e de seu metabólito ativo. O uso concomitante do mesilato de rasagilina e da fluoxetina ou fluvoxamina deve ser evitado.
O intervalo mínimo para início do tratamento com fluoxetina ou fluvoxamina após término do tratamento com o mesilato de rasagilina é de 14 dias. O intervalo mínimo para início do tratamento com o mesilato de rasagilina após término do tratamento com fluoxetina é de 5 semanas.
- Antidepressivos inibidores seletivos da recaptação de serotonina (ISRS) / inibidores seletivos da recaptação de serotonina e noradrenalina (ISRSN), tricíclicos e tetracíclicos: Medicamentos destas classes de antidepressivos foram administrados concomitantemente ao mesilato de rasagilina em ensaios clínicos (amitriptilina ≤ 50 mg/dia; trazodona ≤ 100 mg/dia, citalopram ≤ 20 mg/dia, sertralina ≤100 mg/dia e paroxetina ≤ 30 mg/dia). Entretanto, reações adversas graves foram relatadas com o uso concomitante de antidepressivos ISRS, ISRSN, tricíclicos ou tetracíclicos com inibidores da MAO.
No período pós-comercialização, casos de síndrome serotoninérgica associada à agitação, confusão, rigidez, pirexia e mioclonia foram relatados por pacientes tratados com antidepressivos ISRS concomitantemente ao mesilato de rasagilina.
Portanto, considerando a atividade inibitória da MAO do mesilato de rasagilina, a administração concomitante com antidepressivos destas classes deve ser realizada com cautela.
Já foram relatados casos de hiperpirexia e morte associadas ao uso de antidepressivos tricíclicos, inibidores da recaptação de serotonina, inibidores da recaptação de serotonina e noradrenalina combinados aos inibidores seletivos e não seletivos da MAO.
- Inibidores do citocromo P450: Estudos in vitro indicaram que a citocromo P450 1A2 (CYP1A2) é a principal enzima responsável pelo metabolismo do mesilato de rasagilina. A administração concomitante de mesilato de rasagilina e ciprofloxacino (inibidor da citocromo P450 1A2) aumentou a AUC do mesilato de rasagilina em 83%. A administração concomitante do mesilato de rasagilina e teofilina (substrato da citocromo P450 1A2) não afetou a farmacocinética dos fármacos. Portanto, potentes inibidores da citocromo P450 1A2 podem alterar os níveis plasmáticos do mesilato de rasagilina e devem ser administrados com cautela. A administração concomitante do mesilato de rasagilina e ciprofloxacino deve ser evitada.
Existe risco de redução dos níveis plasmáticos do mesilato de rasagilina em pacientes fumantes, devido à indução da citocromo P450 1A2.
Estudos in vitro mostraram que o mesilato de rasagilina à concentração de 1 μg/mL (equivalente a 160 vezes a média da Cmáx ~ 5,9 - 8,5 ng/mL em pacientes com Doença de Parkinson após múltiplas doses de 1 mg do mesilato de rasagilina) não inibiu as isoenzimas do citocromo P450, CYP1A2, CYP2A6, CYP2C9, CYP2C19, CYP2D6, CYP2E1, CYP3A4 E CYP4A. Estes resultados indicam que é pouco provável a interferência clínica significativa do mesilato de rasagilina com os substratos destas enzimas.
O uso concomitante do mesilato de rasagilina e entacapona aumentou o clearance do mesilato de rasagilina em 28%.
Pacientes com Doença de Parkinson recebendo tratamento crônico com levodopa como terapia adjuvante não apresentaram efeito clínico significativo sobre o clearance do mesilato de rasagilina.
- Interação tiramina/mesilato de rasagilina: Dados de estudos clínicos de interação mesilato de rasagilina-tiramina em portadores da Doença de Parkinson e em voluntários sadios, com intenso monitoramento cardiovascular, em adição a dados de três ensaios clínicos com mesilato de rasagilina conduzidos sem restrição dietética, sustentam a segurança do uso do mesilato de rasagilina 1 mg em dieta que inclui a tiramina. Não ocorreram reações hipertensivas ou outras reações adversas que tenham sido associadas à interação mesilato de rasagilina-tiramina nos portadores da Doença de Parkinson, em uso ou não de levodopa, ou nos voluntários sadios.
O mesilato de rasagilina é um inibidor MAO-B seletivo, portanto não é provável que ocorra interação com a metabolização de tiramina, uma vez que esta é metabolizada pela enzima MAO-A. Entretanto, cautela é recomendada na administração do mesilato de rasagilina com dietas ricas em tiramina.
No período pós-comercialização, casos de hipertensão arterial, incluindo raros casos de crise hipertensiva, associados com a ingestão de quantidade desconhecida de alimentos ricos em tiramina foram relatados por pacientes em tratamento com mesilato de rasagilina.

## Composição Química
A rasagilina é um derivado da propargilamina. A forma introduzida no Mercado pela Teva e seus parceiros é o sal mesilato e foi designado quimicamente como: 1H-Inden-1 amine, 2, 3-dihydro-N-2-propynyl-, (1R)-, metanossulfonato.

## Farmacologia
Mecanismo de Ação
A doença de Parkinson caracteriza-se pela morte de células que produzem dopamina, um neurotransmissor.  Uma enzima chamada monoamina oxidase (MAO) degrada os neurotransmissores.  A MAO tem duas formas: a MAO-A e a MAO-B.  A MAO-B quebra a dopamina.  O mesilato de rasagilina se liga de forma irreversível à MAO-B e a inutiliza. Desta forma, a enzima perde a capacidade de degradar a dopamina. Assim, a dopamina fica disponível por mais tempo nos terminais nervosos. Este mecanismo de ação procura compensar, ao menos em parte, a diminuição da produção de dopamina causada pela morte dos neurônios.
A selegilina foi o primeiro inibidor seletivo da MAO-B.  É parcialmente metabolizada em levometanfetamina (l-metanfetamina), um dos dois enantiômeros da metanfetamina in vivo.Enquanto estes metabólitos podem contribuir na habilidade da selegilina de inibir a recaptação dos neurotransmissores dopamina e norepinefrina, eles também têm sido associados à hipotensão ortostática e alucinações em algumas pessoas. O mesilato de rasagilina metaboliza-se em 1(R)-aminoindano. Este metabólito possui características diferentes dos derivados anfetamínicos e, em estudos em células (chamados estudos "in vitro") e em modelos animais não levou à aceleração da morte dos neurônios como observado com os derivados anfetamínicos. Este achado evidenciou o aminoindan como metabólito mais seguro quando comparado à metanfetamina e seus derivados.
Metabolismo
O mesilato de rasagilina é metabolizado via o CYP1A2, parte da via metabólica no fígado do citocromo P450 . É contraindicado para pacientes com insuficiência hepática grave e seu uso deve ser monitorado cuidadosamente em pacientes que estejam tomando outros medicamentos que alterem a eficácia desta via metabólica normal.

## Historia
A rasagilina racêmica foi descoberta e patenteada por Aspro Nicholas nos anos 70, como um medicamento candidato para o tratamento da hipertensão.
Moussa Youdim, um bioquímico, tinha trabalhado desenvolvendo a selegilina como um medicamento para a doença de Parkinson, em colaboração com Peter Reiderer. Ele queria achar um composto similar que tivesse menos efeitos colaterais, e por volta de 1977, na mesma época em que ele se mudou de Londres a Haifa para ser parte da faculdade de Technion, ele percebeu que a rasagilina poderia potencialmente ser esse composto. Ele chamou esse composto de AGN 1135.
Em 1996, Youdin, em colaboração com cientistas da Technion e o National Institute of Health nos Estados Unidos, e utilizando compostos desenvolvidos em conjunto com a Farmacêutica Teva, publicou um estudo no qual os autores escreveram que eles foram inspirados pela natureza racêmica do deprenyl e na maior atividade de um dos seus estereoisômeros, o L-deprenyl, que virou a selegilina, para explorar as qualidades dos isômeros do composto Aspro. Eles acharam que o isômero-R continha quase toda a atividade; esse foi o composto que tornou-se o mesilato de rasagilina. Eles nomearam o sal mesilato de isômero-R TVP-1012 e o sal cloridrato de TVP-101.
A Teva e o Technion solicitaram os registros de patente para este composto racêmico puro, para os métodos para produzi-lo e para os métodos para utiliza-lo para tratar a doença de Parkinson e outros distúrbios e o Technion eventualmente cedeu seus direitos à Teva.
A Teva iniciou o desenvolvimento do mesilato de rasagilina em 1999 quando estava na Fase III dos estudos clínicos, iniciou uma parceria com a Lundbeck, na qual Lundbeck aceitava dividir as despesas e obter o direito conjunto de comercializar o medicamento na Europa. Em 2003, a Teva virou parceira de Eisai, dando à mesma o direito de comercializar em conjunto o medicamento para a doença de Parkinson nos Estados Unidos e de desenvolver e comercializar juntos medicamentos para a doença de Alzheimer e outras doenças neurológicas.
Foi aprovada pela European Medicines Agency para tratar a doença de Parkinson em 2005, nos Estados Unidos em 2006 e no Brasil em 2015.:255

## Pesquisa
A Teva conduziu estudos clínicos a fim de demonstrar que o mesilato de rasagilina não somente tratava os sintomas, mas que era uma substância que modificava a doença e que realmente prevenia a morte de neurônios dopaminérgicos, que é o que caracteriza a doença de Parkinson, e diminuía a progressão da doença.  Foram conduzidos dois testes clínicos, chamados TEMPO e ADAGIO para tentar provar isso. O comitê consultivo do FDA rejeitou essa alegação in 2011, dizendo que os resultados clínicos não comprovavam que o mesilato de rasagilina era neuroprotetor. O motivo principal foi que em um dos testes, a dosagem mais baixa foi efetiva retardando a progressão da doença, mas a dosagem mais alta não o foi, o que não fazia sentido de acordo com os princípios básicos de dose-efeito da farmacologia.